# Miercurea Ciuc
Miercurea Ciuc (Hongaars: Csíkszereda; Duits: Szeklerburg) is de hoofdstad van de regio Harghita en tevens grootste plaats van de streek Csikszék in Transsylvanië, Roemenië. In 2011 had de stad 38.966 inwoners, waarvan 30.607 (78,5%) etnische Hongaren (bijna allemaal Szeklers). De stad is officieel tweetalig Roemeens en Hongaars.

## Geschiedenis
Al in de bronstijd was het gebied waar de stad ligt bewoond blijkt uit opgravingen. Na de inname van het Karpatenbekken door de Hongaren is het gebied onderdeel van de grensstreek. Op de twee bergen die aan de rand van de stad liggen lagen twee burchten (Waakburcht en Kleine Burcht genaamd). In de nabijheid van deze burchten  lagen de dorpen Somlyó (1333), Taploca en  Zsögöd (12 en 13e eeuw). Tussen deze dorpen werd op woensdag markt gehouden, hier ligt de basis van het ontstaan van Csíkszereda (de naam betekent Csík woensdag). In 1558 is het eerste schriftelijke document opgesteld waarin de naam van de plaats wordt genoemd.
In 1623 begint Graaf Ferenc Mikó met de bouw van de nu als Mikoburcht bekend staande versterkte burcht. Het huidige uiterlijk dateert uit 1715. Lang blijft de plaats een wat onbeduidend stadje, wel vinden er bijeenkomsten plaats van de Csíkszék. In 1850 wonen er amper 1000 personen. Pas als in 1879 de spoorverbinding wordt geopend begint de industrialisatie. Er worden naast fabrieken ook een ziekenhuis en een groter stadhuis gebouwd. In 1910 is er sprake van ruim 3.700 inwoners.
De stad was tot 1920 de hoofdstad van de Hongaarse provincie Csik en belandde daarna net als de rest van Transsylvanië in handen van Roemenië. Doordat de plaats onderdeel wordt van Roemenië beginnen zich voor het eerst in de geschiedenis ook Roemenen zich te vestigen. Tijdens de volkstelling van 1930 zijn er al ruim 500 Roemeense bewoners te vinden. In 1940 werd de stad weer onderdeel van Hongarije als onderdeel van Noord-Transsylvanië. Na de Tweede Wereldoorlog werd het weer onderdeel van Roemenië en werd daarna een tijd onderdeel van de Hongaarse Autonome Provincie die tot 1968 zou bestaan. In dat jaar wordt de plaats weer de hoofdstad van het district Harghita die het tot op de dag van vandaag is.
In de jaren 50 en 60 van de vorige eeuw groeit de stad sterk door de industrialisatie. In 1956 heeft de stad al 11.996 inwoners, in 1966 is dit gegroeid naar 15.329 en in 1977 staan er 30.936 personen ingeschreven.
In 1992, slechts 2 jaar na de omwentelingen in Roemenië bereikt het inwonertal haar hoogtepunt met een bevolking van 46.228. Het aantal Roemenen is dan gegroeid naar een serieus aantal van 7.488 personen. De stad is daarmee niet meer helemaal volledig Hongaars of Szekler te noemen.

## Bezienswaardigheden

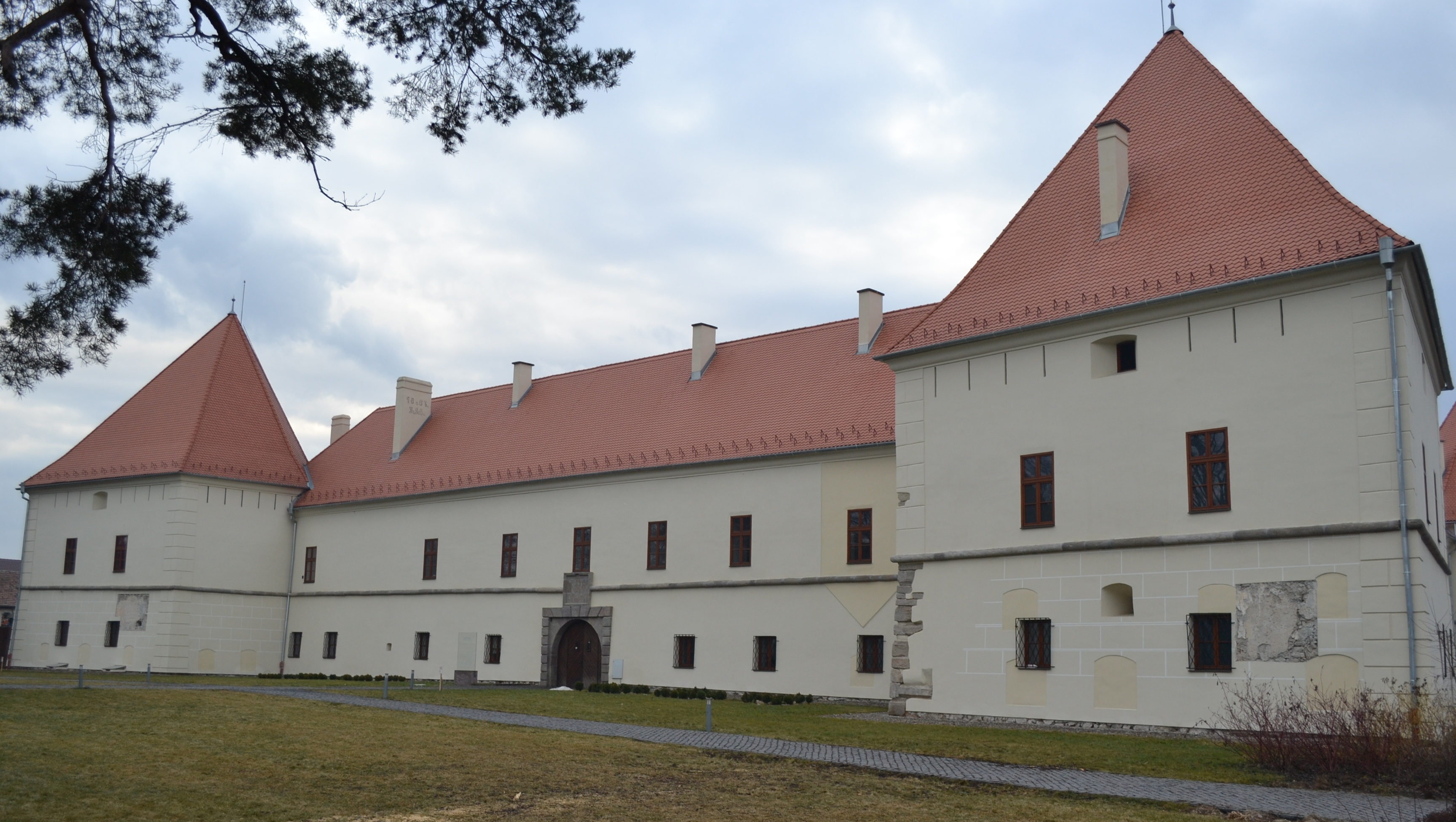
De Mikó burcht
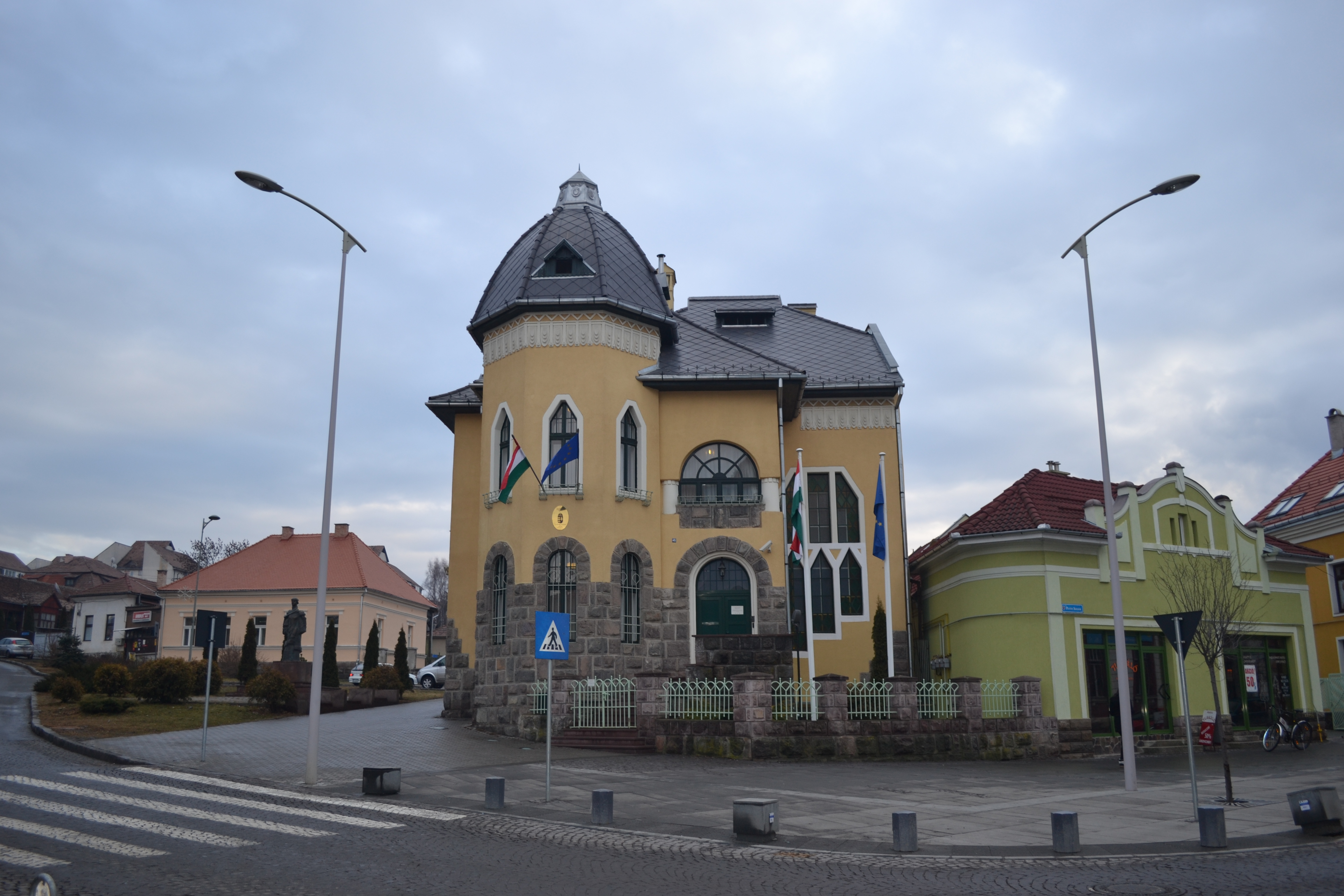
Hongaars consulaat
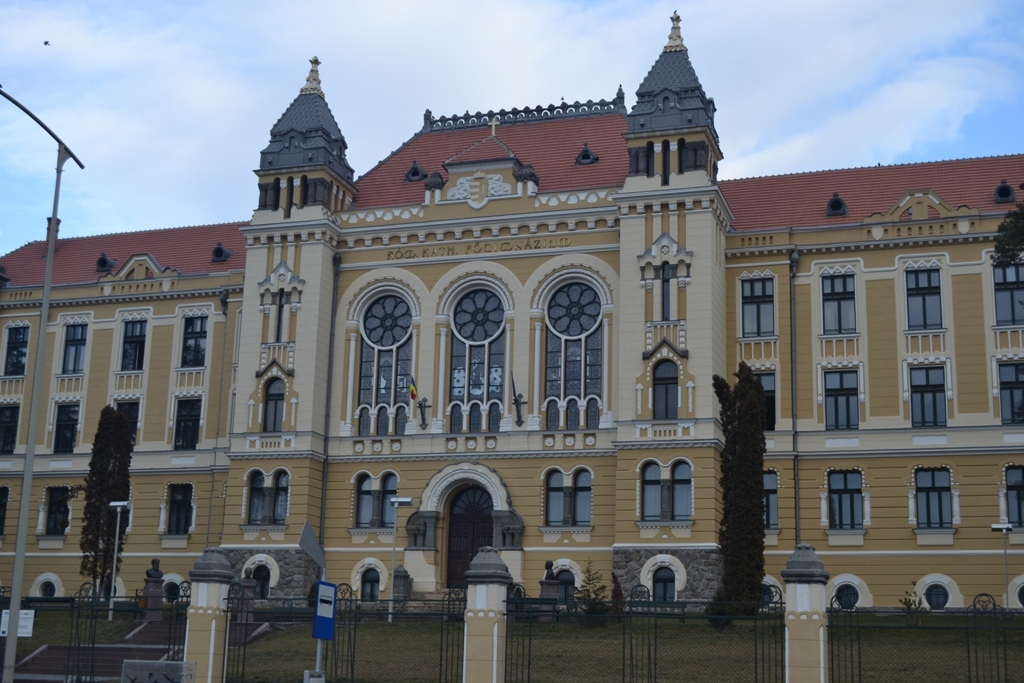
De Áron Márton school
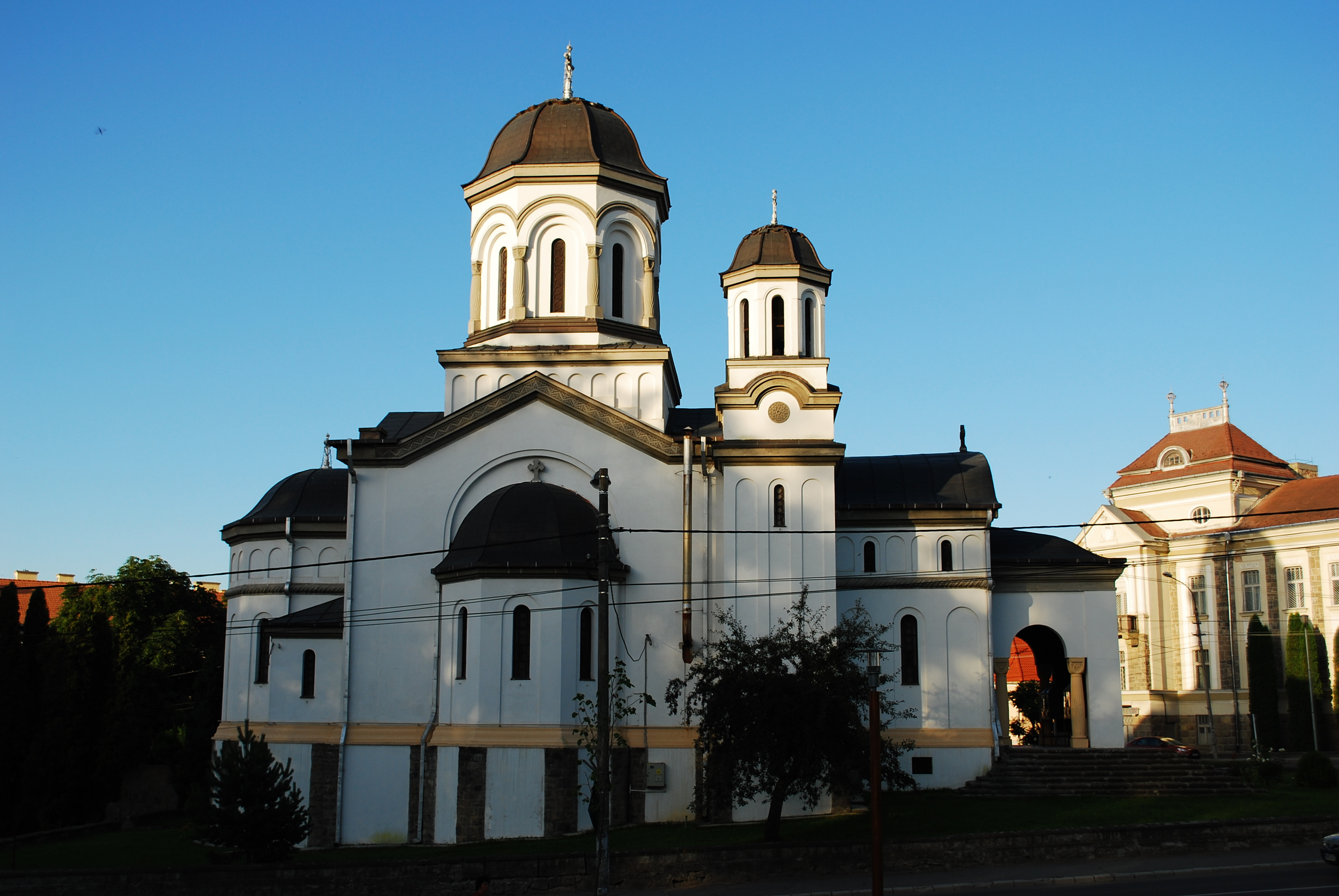
Orthodoxe kathedraal

## Demografie
Tabel met de bevolkingssamenstelling tussen 1850 en 2011.
| Jaar | Hongaren | Roemenen | Duitsers | Joden | Roma | Overige | Totaal |
| ---- | -------- | -------- | -------- | ----- | ---- | ------- | ------ |
| 1850 | 4 213    | 30       | 12       |       | 67   | 27      | 4 349  |
| 1880 | 5 238    | 13       | 47       |       |      | 42      | 5 340  |
| 1890 | 5 121    | 21       | 38       |       |      | 52      | 5 232  |
| 1900 | 6 682    | 52       | 67       |       |      | 49      | 6 850  |
| 1910 | 7 877    | 46       | 61       |       | 60   |         | 8 044  |
| 1920 | 5 777    | 612      | 49       | 205   |      | 213     | 6 856  |
| 1930 | 7 134    | 690      | 91       | 264   | 60   | 67      | 8 306  |
| 1941 | 10 090   | 52       | 38       | 49    | 2    | 30      | 10 285 |
| 1956 | 11 144   | 702      | 47       | 61    | 7    | 35      | 11 996 |
| 1966 | 14 132   | 1 120    | 33       | 11    | 1    | 32      | 15 329 |
| 1977 | 25 822   | 4 894    | 87       | 15    | 92   | 26      | 30 936 |
| 1992 | 38 359   | 7 497    | 73       | 5     | 217  | 77      | 46 228 |
| 2002 | 34 359   | 7 274    | 48       | 2     | 262  | 84      | 42 029 |
| 2011 | 31 278   | 6 633    | 16       | ?     | 11   | 38      | 37 980 |

## Onderwijs

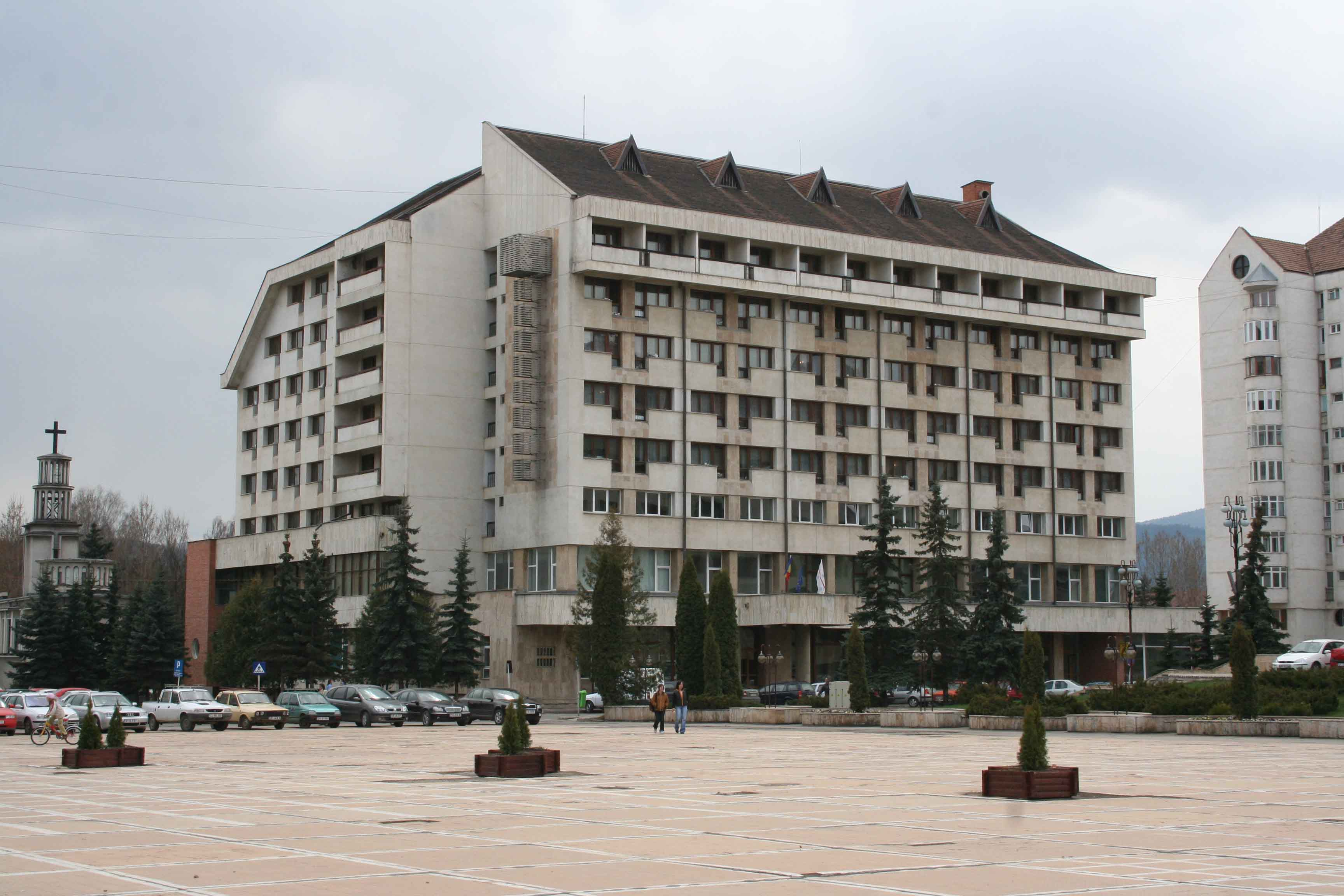
De Sapienta-universiteit in Miercurea Ciuc

Csíkszereda is een centrum voor voortgezet onderwijs in de regio Csikszék en heeft verder een vestiging van de Hongaarstalige Sapientia-universiteit.

## Media
In de stad verschijnt het regionale Hongaarstalige dagblad Hargita Népe (Volk van Harghita). Het dagblad heeft ook een televisiepoot die nieuwsmagazines en een aantal culturele programma's produceert. Daarnaast verschijnt het regionale dagblad Székelyhon in de stad, een voortzetting van het dagblad Csiki Hírlap dat in 2018 opging in de nieuwe regionale krant.
Verder wordt in de stad het Hongaarstalige culturele maandblad Székelyföld gemaakt. 
Het regionale publieke radiostation is Radio Tirgu Mures (Roemeenstalig) en Marosvásárhelyi Rádió (Hongaarstalig). Op gebied van radio en tv is er verder de Hongaarstalige tv-zender Székely TV en zijn er de commerciële Hongaarstalige popzender Fun FM, de oldies zender Retró rádió, Rádió GaGa en het Rooms Katholieke Máriá Rádió.

## Geboren
- Tibor Kopacz (1962-2009), langebaanschaatser
- Zoltán Kelemen (1986), kunstschaatser